# Lapis Lazuli (歌手)
Lapis Lazuli（ラピスラズリ）繊細で美しい歌声と鍛え上げられたクラシカルなテクニックで、自身の手がける詞の世界を情感豊かに、時にはインストゥルメンタル的に歌い上げる、クラシカルクロスオーバー歌手。

## ラピスラズリプロフィール
- 12月8日生まれ。愛称はラピちゃん。
- イギリス人の祖父を持つ[1]。
- 音楽大学在学中から数々のオペラ、ミュージカルの主役、声楽家として映画出演等を経て、クロスオーバーの活動を始める。
- 2010年より五木田岳彦プロデュースによりオリジナルソングの制作を始める。
- 2011年、「Lapis Lazuli」としてデビュー。
- Ruriをはじめとした複数の名義で、自身の曲だけでなく、他のアーティストへの詞の提供もしている。
- 特技は口笛。LIVEでも披露している。
- 戦国時代の武将・山中鹿介 （山中幸盛）の子孫である[1]。

## 沿革
2010年より作曲家の五木田岳彦プロデュースのもと、オリジナル楽曲の制作を開始。
2度のソロライブを経て、「白い月」「夢の後に」「いのちの地球」を発表後、2011年12月Lapis Lazulとしてデビュー。
ファーストアルバム『pure stone』をリリース。発売記念ライブを恵比寿のアクトスクエアにてキャンドルイベント「Love is」(FM東京協賛)とのコラボレーションという形で実現した。
2012年、11月チェリストの溝口肇をゲストに迎え、スペシャルコンサート「Laz Night〜ラピスラズリの夜〜」を開催。ラピスラズリのクリスマスソング「Christmas Story」を Lapis Lazuli with 溝口肇としてリリース。
2013年、勢力的に配信、コンサート活動を行う。11月には俳優・平方元基のライブにゲストボーカルとして出演。
2014年より、ハイレゾ配信開始。各社ニュースサイトに大きく取り上げられる。e-onkyo musicにてシングルランキング第1位、クラシック部門第1位、ポップス&ロック部門第1位、ウィークリーランキングTOP10を獲得。
五木田岳彦の『森の詩』のレコーディングにボーカルで参加。レコーディングの様子がNHKニュース『おはよう日本』で特集される。
2015年にリリースされた、イギリス民謡を歌ったアルバム『CELTIC』は各社に『ハイレゾ定番アルバム』として取り上げられ、またその音質の良さから日本オーディオ協会による試聴音源に採用される等、注目された。また同年、作詞家・阿久悠氏の遺作である「愛の流星群」のカヴァーアルバムにfeat.Lapis Lazuliとして参加。
2016年2月にセカンドアルバム『Nostalgia』をリリースするにあたって、2016年12月より7週連続マラソンリリースを行い、リリースした曲の全てがクラシカルランキング1位を記録する。発売記念ミニライブをGibson Brands Showroom Tokyoにて開催。
NHKの国際放送・NHKワールドTVの英語ニュース番組『NHK NEWSLINE』のテーマ曲及びエンディング曲のレコーディングにボーカルで参加。
2017年9月、キングレコードよりメジャー1枚目となるアルバム『Celtic Letters』をリリース。

## 作品

### CD
- 「pure stone」 2011年12月8日発売 TAE-5601

- 「pure stone」リニューアル版 2013年5月18日発売 TAE-5610
  1. Luce
  2. 海辺の祈り
  3. 花束
  4. 夢の後に
  5. いのちの地球
  6. A Chain of Lives
  7. 白い月〜Tears of Moon〜
  8. Lascia ch'io Pianga
  9. 青空恋歌
  10. Nessun Dorma

- 「Nostalgia」2016年2月18日発売 TAE-5705
  1. ノスタルジア
  2. Rain
  3. 桜
  4. 朧月夜
  5. 小鳥のうた
  6. 青空の家
  7. 夏の終わり
  8. LULLABY
  9. とおり道
  10. 蘇州夜曲
  11. シグナスの夜
  12. ガラスの部屋
  13. 'Nu quarto 'e luna
  14. Christmas Story

- 「Celtic Letters」2017年9月6日発売 KICC-1388
  1. オールド・ラング・ザイン
  2. キャリックファーガス
  3. ア・スモール・フラワー・ソング
  4. ロッホ・ローモンド
  5. オーヴァー・ザ・ウェイヴス
  6. ザ・ウォーター・イズ・ワイド
  7. ダウン・バイ・ザ・サリーガーデンズ
  8. モーニング・ハズ・ブロークン
  9. アン・アイリッシュ・ララバイ
  10. グリーンスリーヴス
  11. アニー・ローリー
  12. スカボロー・フェア
  13. ユー・レイズ・ミー・アップ
  14. ザ・ラスト・ローズ・オブ・サマー
  15. ダニー・ボーイ
  16. アーリー・ワン・モーニング
  17. ザ・スカイ・ボート・ソング

### 配信
- 「夏の終わり」(ヴァイオリンver.) 2012年9月5日発売 TAE-5603
- 「Christmas Story(Vocal＆Piano Version)」　2012年12月10日発売 TAE-5604
- 「Christmas Story (feat.Hajime Mizoguchi)」2012年12月15日発売 TAE-5605
- 「蘇州夜曲」2013年4月2日発売 TAE-5607
- 「とおり道」2013年7月13日発売 TAE-5609
- 「夏の終わり」(ファゴットver.) 2013年9月5日発売 TAE-5612
- 「桜」2014年3月31日発売 TAE-5623
- 「ガラスの部屋」2014年8月15日発売 TAE-5637
- 「'Nu quarto 'e luna」2014年8月15日発売 TAE-5638
- 「Christmas Songs」2014年12月15日発売 TAE-5652
  - 「Christmas Story」
  - 「Ave Maria」
  - 「The First Noel」
  - 「Silent Night」
  - 「O Holly Night」
- 「The Water is Wide」2015年3月31日発売 TAE-5658
- 「CELTIC」2015年5月8日発売 TAE-5671
  - 「Scarborough Fair」
  - 「Danny Boy」
  - 「Morning ha Broken」
  - 「The Water is Wide」
  - 「The Skye Boat Song」
- 「蘇州夜曲 -Single」2016年8月4日発売 TAE-5738
- 「Nostalgia」2016年8月11日発売 TAE-5737
  - 「ノスタルジア」
  - 「Rain』
  - 「桜」
  - 「朧月夜」
  - 「小鳥のうた」
  - 「青空の家」
  - 「夏の終わり」
  - 「LULLABY」
  - 「とおり道」
  - 「蘇州夜曲」
  - 「シグナスの夜」
  - 「ガラスの部屋」
  - 「'Nu quarto 'e luna」
  - 「Christmas Story(feat.溝口肇)」
  - 「朧月夜(Acoustic Version)」
  - 「Lullaby(Chorus Version)」
- 「Pie Jesu -Single」2016年12月20日発売 TAE-5833
- 「Pie Jesu -Single」2016年12月20日発売 TAE-5834

### ハイレゾ配信
- 「桜」2014年4月18日発売 TAE-5619
- 「蘇州夜曲」2014年4月18日発売 TAE-5620
- 「とおり道」2014年4月25日発売 TAE-5621
- 「海辺の祈り」2014年4月25日発売 TAE-5622
- 「夢の後に」2014年5月30日発売 TAE-5626
- 「ガラスの部屋」2014年8月8日発売 TAE-5632,33
- 「'Nu quarto 'e luna」2014年8月8日発売 TAE-5634,35
- 「夏の終わり」2014年8月29日発売 TAE-5639,40
- 「Christmas Songs」2014年8月29日発売 TAE-5646
  - 「Christmas Story」
  - 「Ave Maria」
  - 「The First Noel」
  - 「Silent Night」
  - 「O Holly Night」
- 「The Water is Wide」2015年4月3日発売 TAE-5660
- 「CELTIC」2015年5月8日発売 TAE-5666
  - 「Scarborough Fair」
  - 「Danny Boy」
  - 「Morning ha Broken」
  - 「The Water is Wide」
  - 「The Skye Boat Song」
- 「ノスタルジア」2015年12月18日発売 TAE-5690
  - 「ノスタルジア」
  - 「ノスタルジア feat.野沢香苗」
- 「青空の家」2015年12月25日発売 TAE-5693
  - 「青空の家」
  - 「青空の家 feat.野沢香苗」
- 「LULLABY」2016年1月8日発売 TAE-5696
  - 「LULLABY」
  - 「LULLABY (Chorus Version)」
- 「朧月夜」2016年1月15日発売 TAE-5699
  - 「朧月夜」
  - 「朧月夜 (アコースティック・バージョン)」
- 「Rain」2016年1月29日発売 TAE-5702
  - 「Rain」
  - 「Rain (Guitar and Piano Version)」
- 「小鳥のうた」2016年2月5日発売 TAE-5706
- 「シグナスの夜」2016年2月12日発売 TAE-5707
- 「蘇州夜曲 with Guitar」2016年7月1日発売 TAE-5717
- 「Nostalgia」2016年7月1日発売 TAE-5720
  - 「ノスタルジア」
  - 「Rain」
  - 「桜」
  - 「朧月夜」
  - 「小鳥のうた」
  - 「青空の家」
  - 「夏の終わり」
  - 「LULLABY」
  - 「とおり道」
  - 「蘇州夜曲」
  - 「シグナスの夜」
  - 「ガラスの部屋」
  - 「'Nu quarto 'e luna」
  - 「Christmas Story(feat.溝口肇)」
  - 「朧月夜(Acoustic Version)」
  - 「LULLABY(Chorus Version)」
- 「Pie Jesu」2016年12月17日発売 TAE-5830
  - 「Pie Jesu - Faure」
  - 「Pie Jesu - Webber」
- 「VOICE DRAMA opus.1」2019年6月21日発売 TAE-5948
- 「VOICE DRAMA opus.2」2019年7月5日発売 TAE-5951

### 参加作品
- 「森の詩」2014年11月28日発売 TAE-5645
- 「愛の流星群 feat.Lapis Lazuli」2015年7月10日発売 TAE-5677
- 「五木田岳彦NHK作品集 ふくしま」2019年2月8日発売 TAE-5882
- 「NEWSLINE」2019年3月21日発売 TAE-5947

## ライブ
- Lapis Lazuliデビューアルバム発売記念ライブ
  - 恵比寿act*square
  - 参加アーティスト Lapis Lazuli、飯田俊明(Piano) ゲスト・結城安浩(ESCOLTAリーダー) (恵比寿act*squareのキャンドルイベント『Love is』(東京FM協賛)とのコラボレーションライブ。)

- Laz Night 〜ラピスラズリの夜〜
  - 恵比寿act*square
  - 参加アーティスト　Lapis Lazuli、奥村百合名、五木田岳彦 ゲスト・溝口肇(チェロ) (ゲストの溝口肇と Lapis Lazuliの楽曲や、「世界の車窓から〜ラピスラズリバージョン〜」を披露。また京大卒ヴァイオリニストの松尾依里佳が友情出演。)

- Holy Lapi's Live in 代官山 〜聖なる昼のラピスラズリ〜
  - LOOP代官山
  - 参加アーティスト　Lapis Lazuli、奥村百合名、Blacky Kuroda、三浦トオル、他。

- Lapis Lazuliマラソンリリース記念ミニライブ　at Gibson Brands Showroom Tokyo
  - Gibson Brands Showroom Tokyo
  - 参加アーティスト　Lapis Lazuli、山田豪

- ラピスラズリ ハイレゾ試聴＆トークイベント
  - Gibson Brands Showroom Tokyo

- Lapis Lazuli WinterLive2017
  - 六本木claps
  - 参加アーティスト Lapis Lazuli、奥村百合名、山田豪、Blacky Kuroda

- ラピスラズリ Rainy Season Live
  - 六本木claps
  - 参加アーティスト Lapis Lazuli、広田圭美、山田豪

- マーチエキュート開業5周年記念イベント いい音で聴くとは？～feat.ラピスラズリ
  - ONKYO BASE

- ラピスラズリ COZY CAFE LIVE
  - HANDS EXPO CAFE
  - 参加アーティスト Lapis Lazuli、広田圭美

- ラピスラズリ Christmas Live
  - HANDS EXPO CAFE
  - 参加アーティスト Lapis Lazuli、五木田岳彦